# Antonio Espaillat
Antonio Espaillat (Nueva York, 11 de noviembre de 1965) es un empresario de la industria restaurantera, de entretenimiento, de comunicación y medios. Espaillat es presidente del conglomerado de medios RCC Media, que abarca varios canales de televisión y más de 50 estaciones de radio lo que le hace el segundo mayor radiodifusor de República Dominicana.

## Vida personal
Nació el 11 de noviembre de 1965 en la ciudad de Nueva York en Estados Unidos. Es hijo de los empresarios dominicanos Eliseo Antonio Espaillat Almonte (oriundo de Santiago) y Ana Grecia López Polanco (nativa de Santo Domingo). Realizó sus estudios en Administración de Empresas en la Universidad APEC de República Dominicana. Contrae matrimonio en Santo Domingo el 5 de noviembre de 1988 con Montserrat Namnum Puigbó (de ascendencia libanesa y catalana) con quien procrea 2 hijos: Ricardo Antonio y Sofía.
Tras la reforma constitucional de 1994 que permitió la doble nacionalidad en República Dominicana, Espaillat solicitó la nacionalidad dominicana por jus sanguinis en 1998.

## Actividad como empresario
Inicia su actividad empresarial laborando con su madre Ana Grecia López en la discoteca Jet Set, la cual fue la discoteca con más antigüedad en Santo Domingo. Años después toma control total de la administración y gerencia de la discoteca. Adquiere acciones de sociedad en el Grupo Radio Cadena comercial, más conocida como RCC Media, la cual es un conjunto de estaciones de radio difusión, siendo hoy el accionista preponderante y mayoritario de esa cadena radiofónica. RCC Media es propietaria de la estación de radio Los 40 y Radio Disney.
En el 2018 adquiere la administración de Telefuturo, Canal 23 y de la radio Cadena Hispanoamericana. En el 2021 el Congreso Hispanoamericano de Prensa a RCC Media y el equipo del Sol de la Mañana por sus aportes a la comunidad dominicana y la comunicación.
Como empresario restaurantero es propietario del restaurant Jalao, emblemático restaurant de Santo Domingo cuya temática es sobre la cultura, gastronomía y arte de República Dominicana. En el año de 2022 aperturó el restaurante Jalao en la ciudad de Nueva York en sociedad con el chef Richard Sandoval.

## Filantropía
Dentro de sus actividades filantrópicas forma parte del Consejo Nacional de Drogas como asesor honorífico. Por su labor e interés por el bien social, deportivo y comunitario de la sociedad de República Dominicana, en mayo del 2022, le dedicaron el Gran Premio Internacional Nelson Cruz de Botes de Velocidad.
Fue presidente de la delegación dominicana de Save the Children entre 2014 y 2018.

## Controversias

### Colapso del techo de una de sus discotecas
El 8 de abril de 2025 colapsó el techo de la discoteca Jet Set causando la muerte de 236 personas y más de un centenar de heridos, incluyendo una hermana del propio Espaillat. El local presentaba fallas por un incendio ocurrido en el 2023 y fallas a nivel de estructura. La discoteca era propiedad de Espaillat, quien también la administraba.
El 19 de abril del mismo año, la Procuraduría General de la República Dominicana impuso una medida cautelar para bloquear unas transferencias en curso de bienes patrimoniales y accionarios de empresas pertenecientes a Antonio Espaillat.
El 23 de abril Espaillat ofreció una entrevista a la comunicadora dominicana Edith Febles donde reveló que su establecimiento nunca tuvo una inspección técnica de parte de las autoridades. Espaillat pidió perdón a los familiares de las víctimas del colapso de ese establecimiento.
El 7 de mayo de 2025, en la víspera del cumplemés, la Procuraduría General incautó Jet Set.
El 12 de junio de 2025, Espaillat fue interrogado por el ministerio público 
junto a su hermana Maribel Espaillat. Al finalizar el interrogatorio, los hermanos Espaillat fueron detenidos y se les acusó de "homicidio involuntario" por violar el artículo 319 del Código Penal dominicano; este cargo tiene una condena máxima de 2 años de prisión.